# Alemania en los Juegos Olímpicos de París 2024
Alemania estuvo representada en los Juegos Olímpicos de París 2024 por un total de 428 deportistas que compitieron en 30 deportes. Responsable del equipo olímpico es la Confederación Deportiva Olímpica Alemana, así como las federaciones deportivas nacionales de cada deporte con participación.
Los portadores de la bandera en la ceremonia de apertura fueron el jugador de baloncesto Dennis Schröder y la judoka Anna-Maria Wagner.

## Medallistas
El equipo olímpico de Alemania obtuvo las siguientes medallas:
| Nombre                                                                                           | Deporte               | Competición                  |
| ------------------------------------------------------------------------------------------------ | --------------------- | ---------------------------- |
| Oro                                                                                              |                       |                              |
| Yemisi Ogunleye                                                                                  | Atletismo             | Peso F                       |
| Marie Reichert Elisa Mevius Sonja Greinacher Svenja Brunckhorst                                  | Baloncesto 3×3        | Torneo F                     |
| Christian Kukuk (Checker 47)                                                                     | Deportes ecuestres    | Saltos individual            |
| Michael Jung (Chipmunk Frh)                                                                      | Deportes ecuestres    | Concurso completo individual |
| Jessica von Bredow-Werndl (TSF Dalera BB)                                                        | Deportes ecuestres    | Doma individual              |
| Frederic Wandres (Bluetooth Old) Isabell Werth (Wendy) Jessica von Bredow-Werndl (TSF Dalera BB) | Deportes ecuestres    | Doma por equipos             |
| Darja Varfolomeev                                                                                | Gimnasia rítmica      | Individual F                 |
| Lukas Märtens                                                                                    | Natación              | 400 m libre M                |
| Jacob Schopf Max Lemke                                                                           | Piragüismo            | K2 500 m M                   |
| Max Rendschmidt Max Lemke Jacob Schopf Tom Liebscher                                             | Piragüismo            | K4 500 m M                   |
| Oliver Zeidler                                                                                   | Remo                  | Scull individual (M1X) M     |
| Tim Hellwig Lisa Tertsch Lasse Lührs Laura Lindemann                                             | Triatlón              | Relevo mixto                 |
| Plata                                                                                            |                       |                              |
| Leo Neugebauer                                                                                   | Atletismo             | Decatlón M                   |
| Malaika Mihambo                                                                                  | Atletismo             | Salto de longitud F          |
| Equipo                                                                                           | Balonmano             | Torneo M                     |
| Lea Friedrich                                                                                    | Ciclismo en pista     | Velocidad individual F       |
| Isabell Werth (Wendy)                                                                            | Deportes ecuestres    | Doma individual              |
| Esther Henseleit                                                                                 | Golf                  | Individual F                 |
| Equipo                                                                                           | Hockey sobre hierba   | Torneo M                     |
| Oliver Klemet                                                                                    | Natación              | 10 km M                      |
| Florian Unruh Michelle Kroppen                                                                   | Tiro con arco         | Equipo mixto                 |
| Miriam Butkereit                                                                                 | Judo                  | –70 kg F                     |
| Paulina Paszek Jule Hake Pauline Jagsch Sarah Brüßler                                            | Piragüismo            | K4 500 m F                   |
| Elena Lilik                                                                                      | Piragüismo en eslalon | C1 F                         |
| Nils Ehlers Clemens Wickler                                                                      | Vóley playa           | Torneo M                     |
| Bronce                                                                                           |                       |                              |
| Alexandra Burghardt Lisa Mayer Gina Lückenkemper Rebekka Haase                                   | Atletismo             | 4 × 100 m F                  |
| Nelvie Tiafack                                                                                   | Boxeo                 | +92 kg M                     |
| Pauline Grabosch Emma Hinze Lea Friedrich                                                        | Ciclismo en pista     | Velocidad por equipos F      |
| Equipo                                                                                           | Fútbol                | Torneo F                     |
| Isabel Marie Gose                                                                                | Natación              | 1500 m libre F               |
| Paulina Paszek Jule Hake                                                                         | Piragüismo            | K2 500 m F                   |
| Noah Hegge                                                                                       | Piragüismo en eslalon | K1 cross M                   |
| Maren Völz Tabea Schendekehl Leonie Menzel Pia Greiten                                           | Remo                  | Cuatro scull (W4X) F         |